# داوائو شمالی

جانمای استان داوائوی شمالی در نقشه فیلیپین.

داوائو شمالی یا داوائو دل نورته (Davao del Norte) که در گذشته با نام داوائو شناخته می‌شد یکی از استان‌های کشور فیلیپین است. این استان در جنوب این کشور قرار گرفته است و بخشی از جزیره میندانائو به شمار می‌رود.
مرکز این استان شهر تاگوم است. جمعیت آن بیش از هفتصد و چهل هزار نفر است. مساحت این استان بیش از سه هزار و چهارصد کیلومتر مربع است .